# Jurij Hawrylow
Jurij Anatolijowytsch Hawrylow (ukrainisch Юрій Анатолійович Гаврилов, russisch Юрий Анатольевич Гаврилов, Juri Anatoljewitsch Gawrilow; * 27. Februar 1967 in Kiew; † 5. Mai 2021 in Luxemburg) war ein ukrainischer Handballspieler.
Hawrylow spielte in seiner Heimat für Schachtar Donezk und für den Armeeklub in Kiew. Von 1992 bis 1994 spielte der rechte Außenspieler in der spanischen Liga Asobal für SD Teucro. Ab 1996 spielte er in Luxemburg bei HB Dudelange, mit dem er 1999 Pokalsieger wurde. Parallel betreute er die Frauenmannschaft, mit der er 1998 ebenfalls den Pokal gewann. Mit HB Käerjeng gewann er 2004 erneut den Cup, beim HB Péiteng beendete er seine Karriere.
Mit der sowjetischen Nationalmannschaft belegte Hawrylow bei der Weltmeisterschaft 1990 den zweiten Platz. Mit dem Vereinten Team gewann er bei den Olympischen Spielen 1992 die Goldmedaille. In Barcelona spielte er in allen sieben Spielen und warf 19 Tore, darunter fünf im Endspiel. Für den Olympiasieg erhielt er die Auszeichnung Verdienter Meister des Sports der UdSSR.

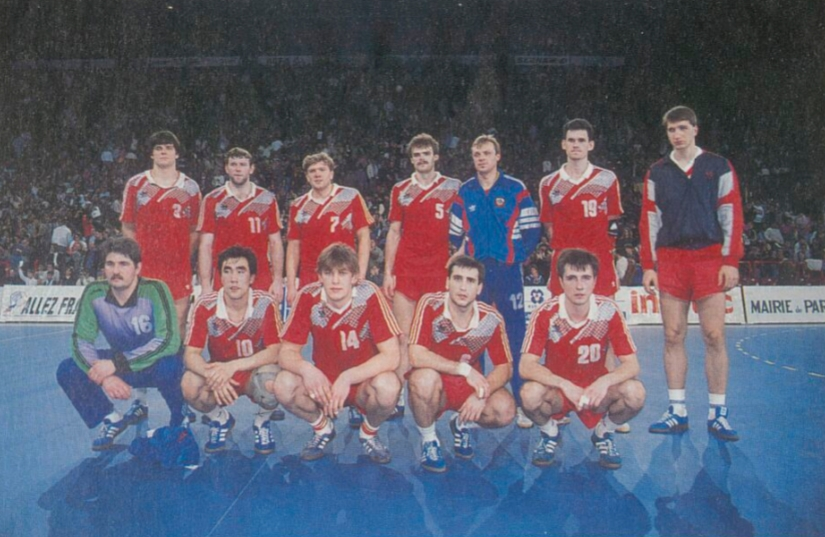
Die Auswahl der GUS beim Tournoi de Bercy 1992: Dmitri Kudinow, Michael Jakimowitsch, Serhij Bebeschko, Andrei Minevski, Alexander Minevski, Igor Wassiljew, Gennadij Chalepo (h.v.l.), Igor Tschumak, Talant Dujshebaev, Oleg Grebnew, Jurij Hawrylow, Dmitri Filippow (v.v.l.).